# Паламини
Паламини́ (фр. Palaminy, окс. Palamenic) — коммуна во Франции, находится в регионе Юг — Пиренеи. Департамент — Верхняя Гаронна. Входит в состав кантона Казер. Округ коммуны — Мюре.
Код INSEE коммуны — 31406.

## География
Коммуна расположена приблизительно в 640 км к югу от Парижа, в 55 км к юго-западу от Тулузы.
По территории коммуны протекает река Гаронна и её небольшой приток — река Тунис (фр. Tounis).

## Климат
Климат умеренно-океанический. Зима мягкая и снежная, весна характеризуется сильными дождями и грозами, лето сухое и жаркое, осень солнечная. Преобладают сильные юго-восточные и северо-западные ветры.

## Население
Население коммуны на 2010 год составляло 801 человек.
| 1962 | 1968 | 1975 | 1982 | 1990 | 1999 | 2010 |
| ---- | ---- | ---- | ---- | ---- | ---- | ---- |
| 537  | 534  | 533  | 585  | 632  | 630  | 801  |

## Администрация
| Период | Период | Фамилия         | Партия | Примечания |
| ------ | ------ | --------------- | ------ | ---------- |
| 1971   | 2008   | Бернар Фонтан   |        |            |
| 2008   | 2008   | Жерар Рей       |        |            |
| 2008   | 2014   | Анри Рей        |        |            |
| 2014   | 2020   | Кристиан Сансеб |        |            |

## Экономика
В 2010 году среди 481 человека трудоспособного возраста (15—64 лет) 356 были экономически активными, 125 — неактивными (показатель активности — 74,0 %, в 1999 году было 68,5 %). Из 356 активных жителей работали 312 человек (165 мужчин и 147 женщин), безработных были 44 (22 мужчины и 22 женщины). Среди 125 неактивных 30 человек были учениками или студентами, 64 — пенсионерами, 31 были неактивными по другим причинам.

## Достопримечательности
- Замок Паламини[фр.] (XIII век). Исторический памятник с 1988 года[9]
- Колокольня и часовня (XVII век). Исторический памятник с 1950 года[10]
- Дом Ле-Рука (XVI век). Исторический памятник с 1988 года[11]
- Дом Тийёль (XIII век). Исторический памятник с 1988 года[12]

## Фотогалерея

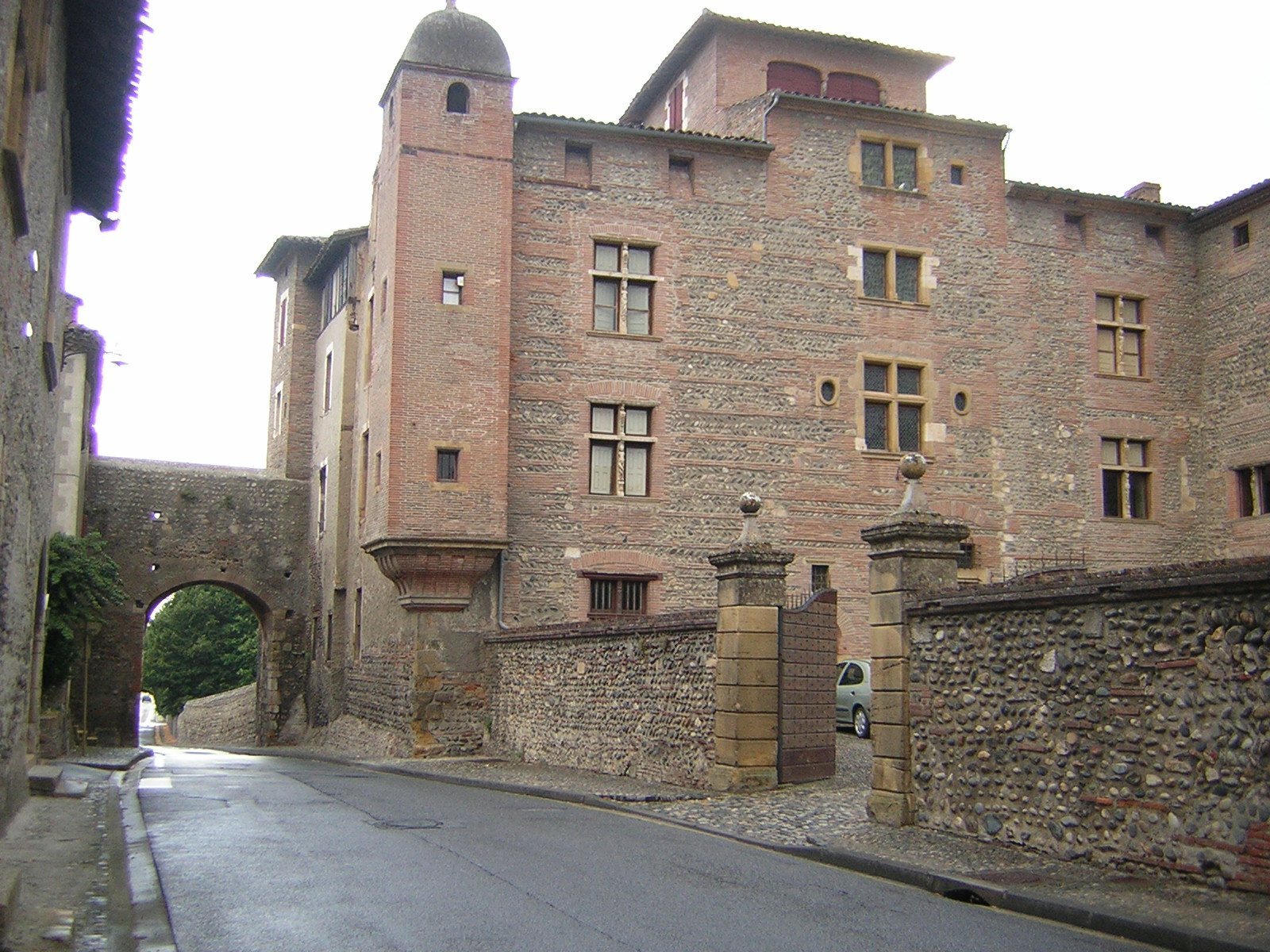
Замок Паламини
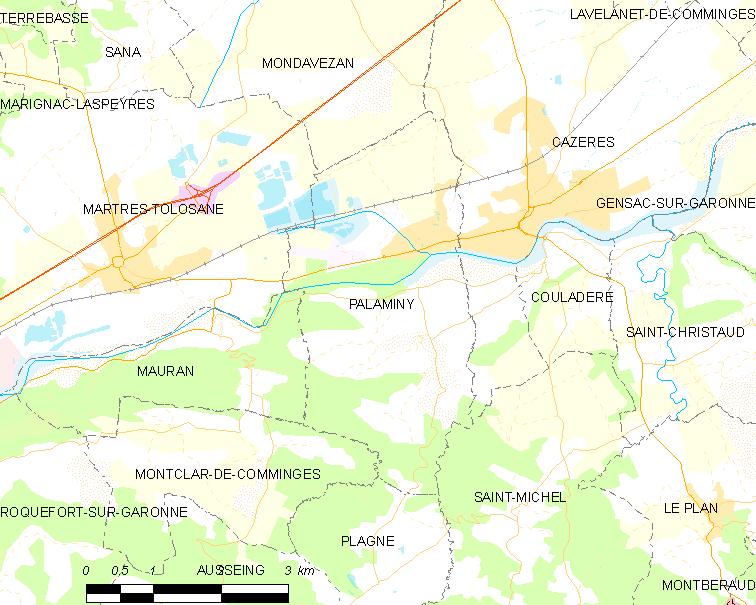
Карта коммуны